# Tĩnh mạch cảnh

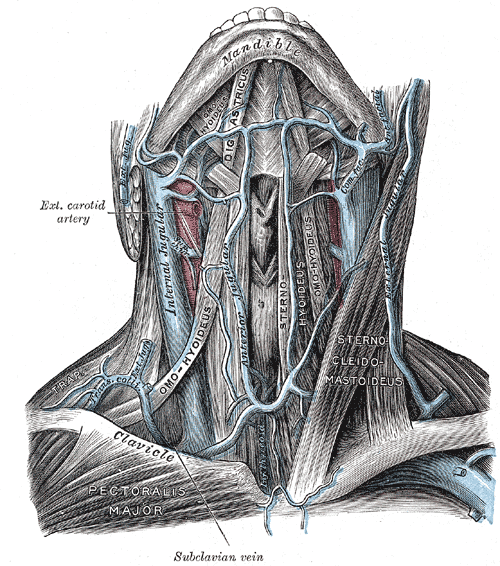
Tĩnh mạch cảnh

Tĩnh mạch cảnh là một tĩnh mạch trong đôi tĩnh mạch ở cổ động vật bốn chân có nhiệm vụ nhận máu từ đầu và cổ để đưa về tim. Mỗi tĩnh mạch gồm nhánh ngoài và nhánh trong. Tĩnh mạch cảnh tập trung máu tĩnh mạch từ đầu và cổ, nhập với các tĩnh mạch dưới đòn rồi đổ vào tĩnh mạch chủ trước.